# Fernando Elizari
Fernando Gastón Elizari (Bernal, Provincia de Buenos Aires, Argentina; 5 de abril de 1991) es un futbolista argentino. Juega como mediocampista ofensivo o enganche y su primer equipo fue Quilmes. Actualmente milita en América Mineiro de la Serie B de Brasil. Es primo hermano de Gabriel y Diego Milito.

## Trayectoria

### Comienzos en Quilmes
Llegó al club a comienzos del 2005 jugó en todas las reservas del club "Cervecero", llegando a marcar la cifra de 40 goles. En 2009 jugando para la quinta división marcó 10 goles y fue goleador del equipo pese a su gran capacidad como jugador, los directivos lo cedieron a Independiente para que se fogueara y tuviera la posibilidad de jugar en primera.

### Independiente
Fernando Elizari llega al "rojo" el segundo semestre del 2011 cedido de Quilmes sólo alcanzó a jugar en las reservas no tuvo la opción de debutar en primera solo alternar en algunos partidos en su salida del club dijo: "Estuve un año en el Rojo y si bien no me tocó debutar, aprendí mucho".

### El regreso a Quilmes y la consagración
Después de su paso por Independiente regresó a Quilmes con edad de pre novena. Disputó un año en la Liga Metropolitana y después en novena ya jugó en torneo AFA. Su debut se dio contra Racing Club de Avellaneda de local en Alsina y Lora ganando 1 a 0. Cumplió los ciclos de inferiores hasta la cuarta división donde se encuentra entrenando alternado con la Primera División. Su anécdota fue es que enfrentando a Vélez Sarsfield siempre convirtió un gol.
Elizari debutó en la Primera División jugando para Quilmes, en un partido donde le tocó enfrentar a San Lorenzo de Almagro, el 27 de octubre de 2012 por la 12° fecha del Torneo Inicial a los 69 minutos ingresó por Joel Carli. Esa tarde casi convierte: "Fue una lástima. Me quedó justo... y la pelota hasta le podía haber pegado en la espalda al arquero Pablo Migliore y haber entrado. Pero lo importante es que el equipo empató y consiguió un buen resultado en la cancha de San Lorenzo" sostenía al terminar el partido.
Meses más tarde Omar De Felippe, el hombre que lo hizo debutar en la primera de Quilmes, sostuvo que “tiene un gran futuro. Creo que si le dan minutos y, teniendo en cuenta el muy buen plantel que tiene San Lorenzo, puede explotar en toda su dimensión”, además "tiene un arranque explosivo, en el uno contra uno es determinante”.
Al firmar su contrato en la sede de Avenida de Mayo, Elizari dijo que "voy a tratar de aportar lo que venía haciendo en Quilmes. "De mitad de cancha para adelante tengo las variantes para jugar en cualquier posición donde el técnico lo necesite".
Su carrera dio un vuelco notable en el Campeonato de Primera División del primer semestre del 2013, convirtiéndose en figura a nivel nacional con Quilmes. En julio del mismo año, pese a que tuvo ofertas del fútbol italiano y del Real Zaragoza de España, su pase fue adquirido por San Lorenzo en una cifra cercana a los 5.000.000 de dólares.

### San Lorenzo
En San Lorenzo, llegó a jugar en cuatro partidos de la Copa Libertadores 2014, pero entrando desde el banco de suplentes y solo algunos partidos del torneo argentino. Como no tuvo demasiada continuidad en el club a mediados del 2014, San Lorenzo, lo presta al Club Deportivo O'Higgins de la Primera División de Chile por una temporada a cambio de $ 300.000 dólares, quien tiene de director técnico al argentino Facundo Sava. Regresó al Club de Boedo a mediados de 2015.
Luego de que varios jugadores del plantel sufrieran lesiones o suspensiones, Fernando vio su chance de jugar de titular y aprovechándola asistiendo y generando chances de gol. Sin embargo, apenas participó de 5 partidos a lo largo del semestre.
Tras la llegada de Pablo Guede a la dirección técnica de San Lorenzo en enero de 2016, fue cedido a préstamo por 6 meses a Quilmes a cambio de 35 mil dólares.

## Estadísticas
- Actualizado al 15 de agosto de 2025

| Club                         | Div.                | Temporada           | Liga | Liga | Copa Nacional | Copa Nacional | Copa Internacional | Copa Internacional | Total | Total |
| Club                         | Div.                | Temporada           | PJ   | G    | PJ            | G             | PJ                 | G                  | PJ    | G     |
| ---------------------------- | ------------------- | ------------------- | ---- | ---- | ------------- | ------------- | ------------------ | ------------------ | ----- | ----- |
| Independiente Argentina      | 1.ª                 | 2011/12             | 0    | 0    | -             | -             | -                  | -                  | 0     | 0     |
| Independiente Argentina      | Total               | Total               | 0    | 0    | -             | -             | -                  | -                  | 0     | 0     |
| Quilmes Argentina            | 1.ª                 | 2012/13             | 27   | 3    | -             | -             | -                  | -                  | 27    | 3     |
| Quilmes Argentina            | 1.ª                 | 2016                | 11   | 1    | -             | -             | -                  | -                  | 11    | 1     |
| Quilmes Argentina            | Total               | Total               | 38   | 4    | -             | -             | -                  | -                  | 38    | 4     |
| San Lorenzo Argentina        | 1.ª                 | 2013/14             | 15   | 0    | 3             | 1             | 5                  | 0                  | 23    | 1     |
| San Lorenzo Argentina        | 1.ª                 | 2015                | 4    | 0    | 1             | 0             | -                  | -                  | 5     | 0     |
| San Lorenzo Argentina        | Total               | Total               | 19   | 0    | 4             | 1             | 5                  | 0                  | 28    | 1     |
| O'Higgins · Chile            | 1.ª                 | 2014/15             | 20   | 1    | 3             | 2             | -                  | -                  | 23    | 3     |
| O'Higgins · Chile            | Total               | Total               | 20   | 1    | 3             | 2             | -                  | -                  | 23    | 3     |
| Defensa y Justicia Argentina | 1.ª                 | 2016/17             | 17   | 0    | 3             | 0             | 2                  | 0                  | 22    | 0     |
| Defensa y Justicia Argentina | 1.ª                 | 2017/18             | 5    | 1    | 0             | 0             | 2                  | 0                  | 7     | 1     |
| Defensa y Justicia Argentina | Total               | Total               | 22   | 1    | 3             | 0             | 4                  | 0                  | 29    | 1     |
| Johor Malasia                | 1.ª                 | 2018                | 8    | 2    | -             | -             | -                  | -                  | 8     | 2     |
| Johor Malasia                | Total               | Total               | 8    | 2    | -             | -             | -                  | -                  | 8     | 2     |
| Dorados · México             | 2.ª                 | Cl. 2019            | 19   | 0    | 1             | 0             | -                  | -                  | 20    | 0     |
| Dorados · México             | 2.ª                 | Ap. 2019            | 9    | 1    | 2             | 0             | -                  | -                  | 11    | 1     |
| Dorados · México             | Total               | Total               | 28   | 1    | 3             | 0             | -                  | -                  | 31    | 1     |
| Unión Argentina              | 1.ª                 | 2019/20             | 0    | 0    | 0             | 0             | 0                  | 0                  | 0     | 0     |
| Unión Argentina              | 1.ª                 | 2020                | -    | -    | 7             | 0             | 1                  | 0                  | 8     | 0     |
| Unión Argentina              | Total               | Total               | 0    | 0    | 7             | 0             | 1                  | 0                  | 8     | 0     |
| Cerro · Uruguay              | 2.ª                 | 2021                | 21   | 1    | -             | -             | -                  | -                  | 21    | 1     |
| Cerro · Uruguay              | Total               | Total               | 21   | 1    | -             | -             | -                  | -                  | 21    | 1     |
| Defensor Sporting · Uruguay  | 1.ª                 | 2022                | 34   | 4    | 3             | 0             | -                  | -                  | 37    | 4     |
| Defensor Sporting · Uruguay  | 1.ª                 | 2023                | 34   | 2    | 0             | 0             | 1                  | 0                  | 35    | 2     |
| Defensor Sporting · Uruguay  | 1.ª                 | 2024                | 19   | 2    | 5             | 1             | 2                  | 0                  | 26    | 3     |
| Defensor Sporting · Uruguay  | Total               | Total               | 87   | 8    | 8             | 1             | 3                  | 0                  | 98    | 9     |
| América Mineiro · Brasil     | 2.ª                 | 2024                | 19   | 2    | -             | -             | -                  | -                  | 19    | 2     |
| América Mineiro · Brasil     | 1.ª                 | 2025                | 12   | 3    | -             | -             | -                  | -                  | 12    | 3     |
| América Mineiro · Brasil     | 2.ª                 | 2025                | 19   | 0    | 1             | 0             | -                  | -                  | 20    | 0     |
| América Mineiro · Brasil     | Total               | Total               | 50   | 5    | 1             | 0             | -                  | -                  | 51    | 5     |
| Total en su carrera          | Total en su carrera | Total en su carrera | 293  | 22   | 29            | 4             | 13                 | 0                  | 335   | 26    |

## Palmarés

### Campeonatos nacionales
| Título         | Club                   | País      | Año  |
| -------------- | ---------------------- | --------- | ---- |
| Torneo Inicial | San Lorenzo de Almagro | Argentina | 2013 |
| Copa Uruguay   | Defensor Sporting      | Uruguay   | 2022 |
| Copa Uruguay   | Defensor Sporting      | Uruguay   | 2023 |
| Copa Uruguay   | Defensor Sporting      | Uruguay   | 2024 |

### Copas internacionales
| Título            | Club                   | Sede         | Año  |
| ----------------- | ---------------------- | ------------ | ---- |
| Copa Libertadores | San Lorenzo de Almagro | Buenos Aires | 2014 |